# Eucharia
Eucharia este un gen de insecte lepidoptere din familia Arctiidae.

## Galerie

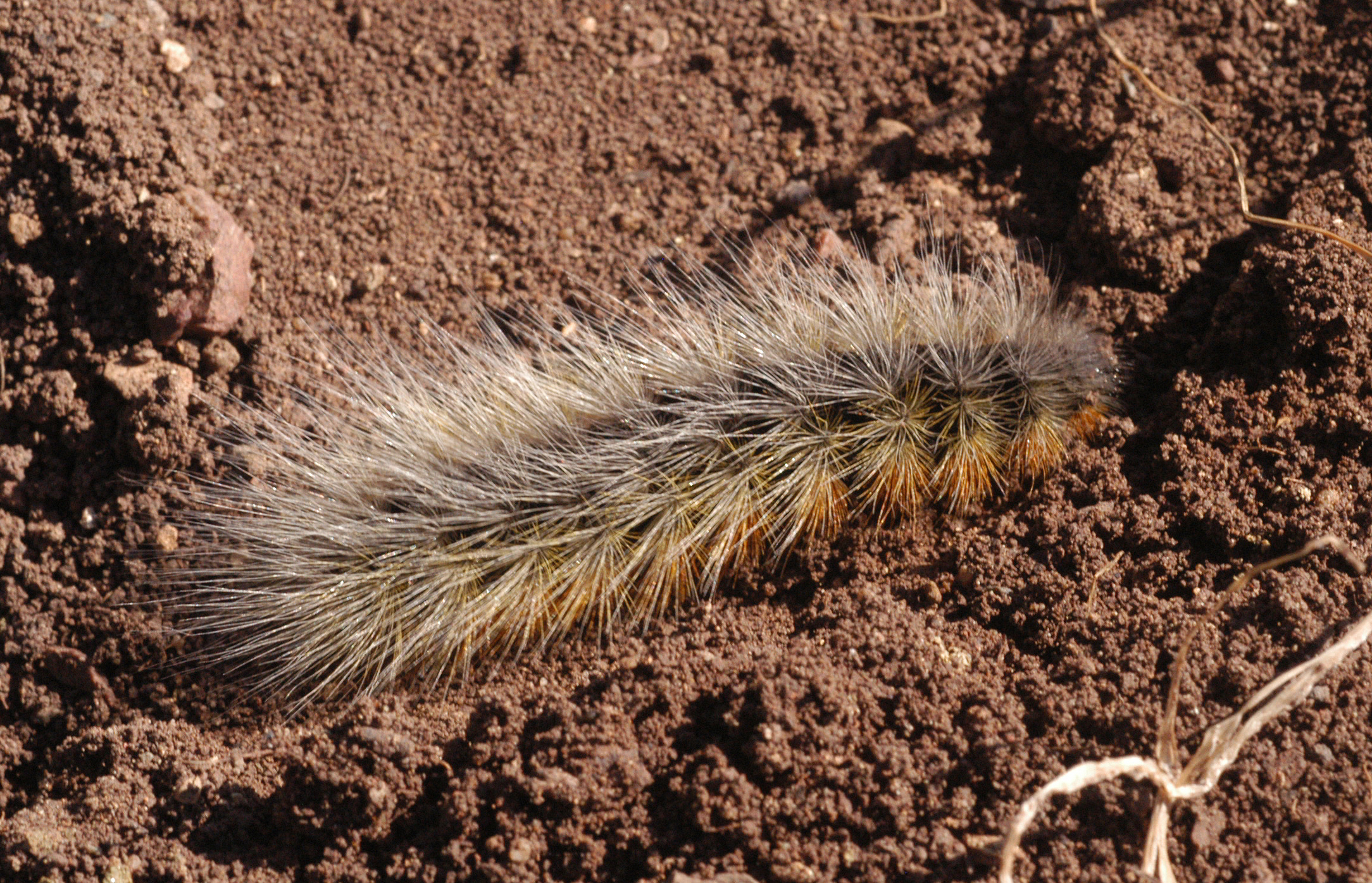
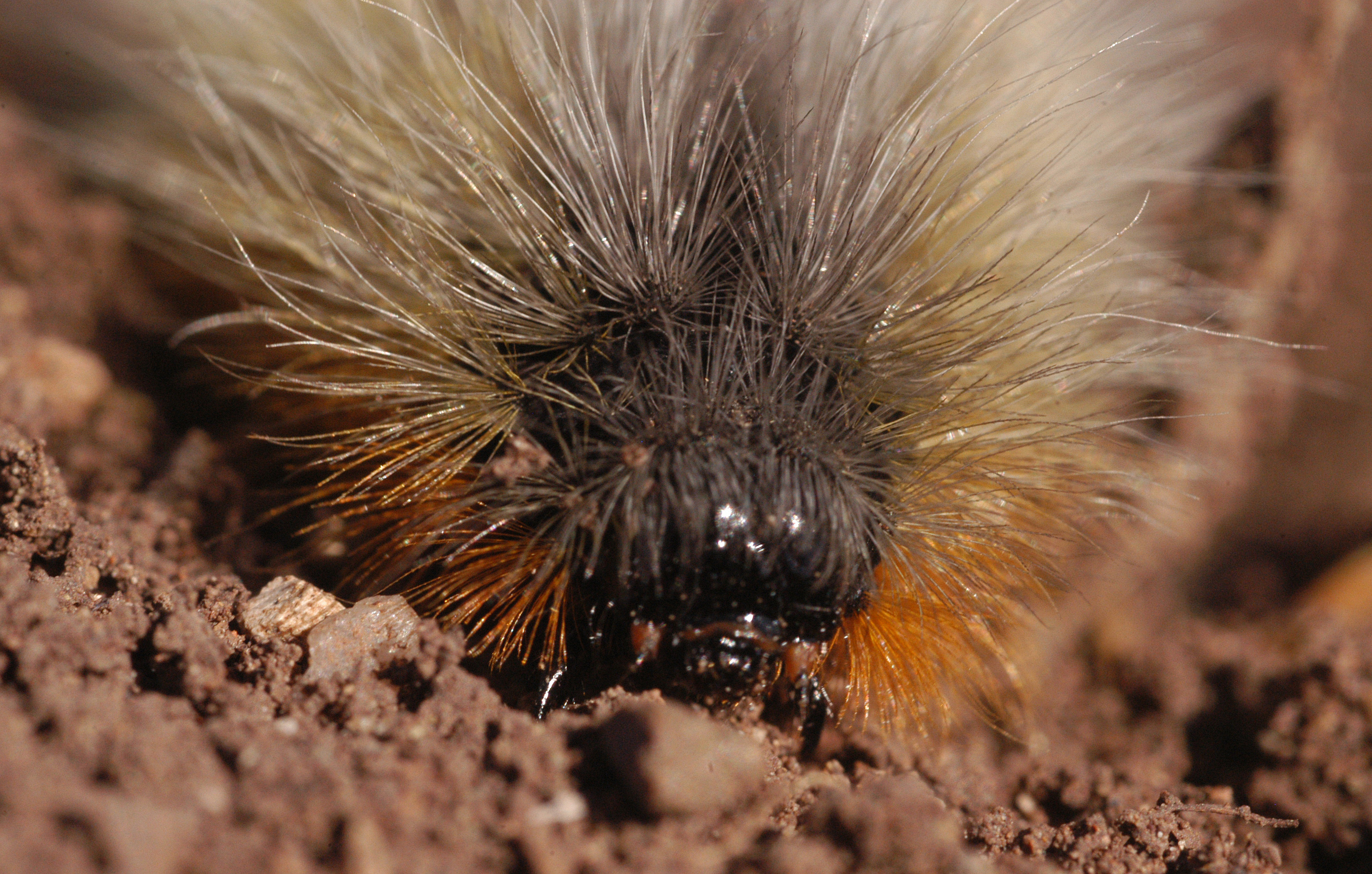
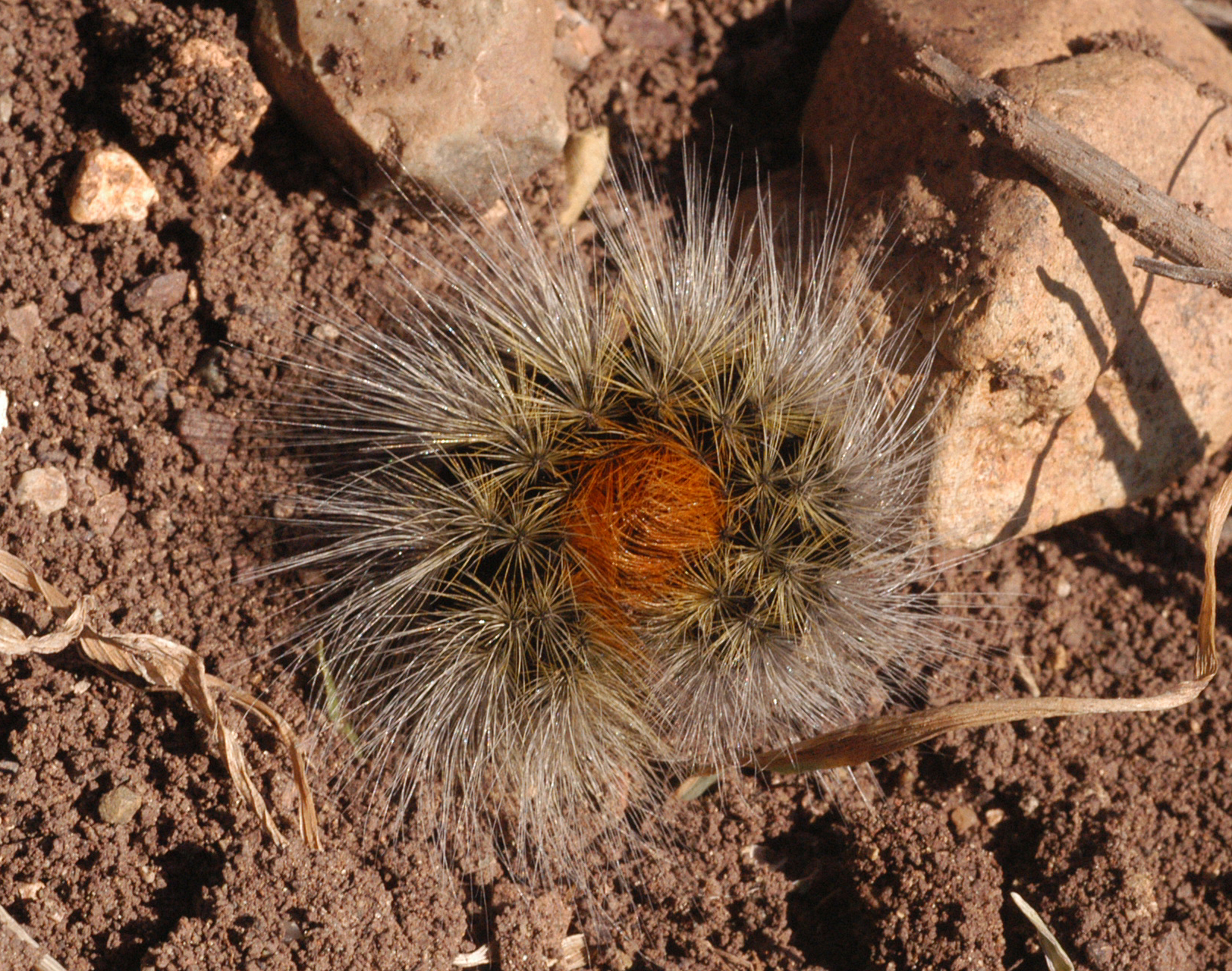
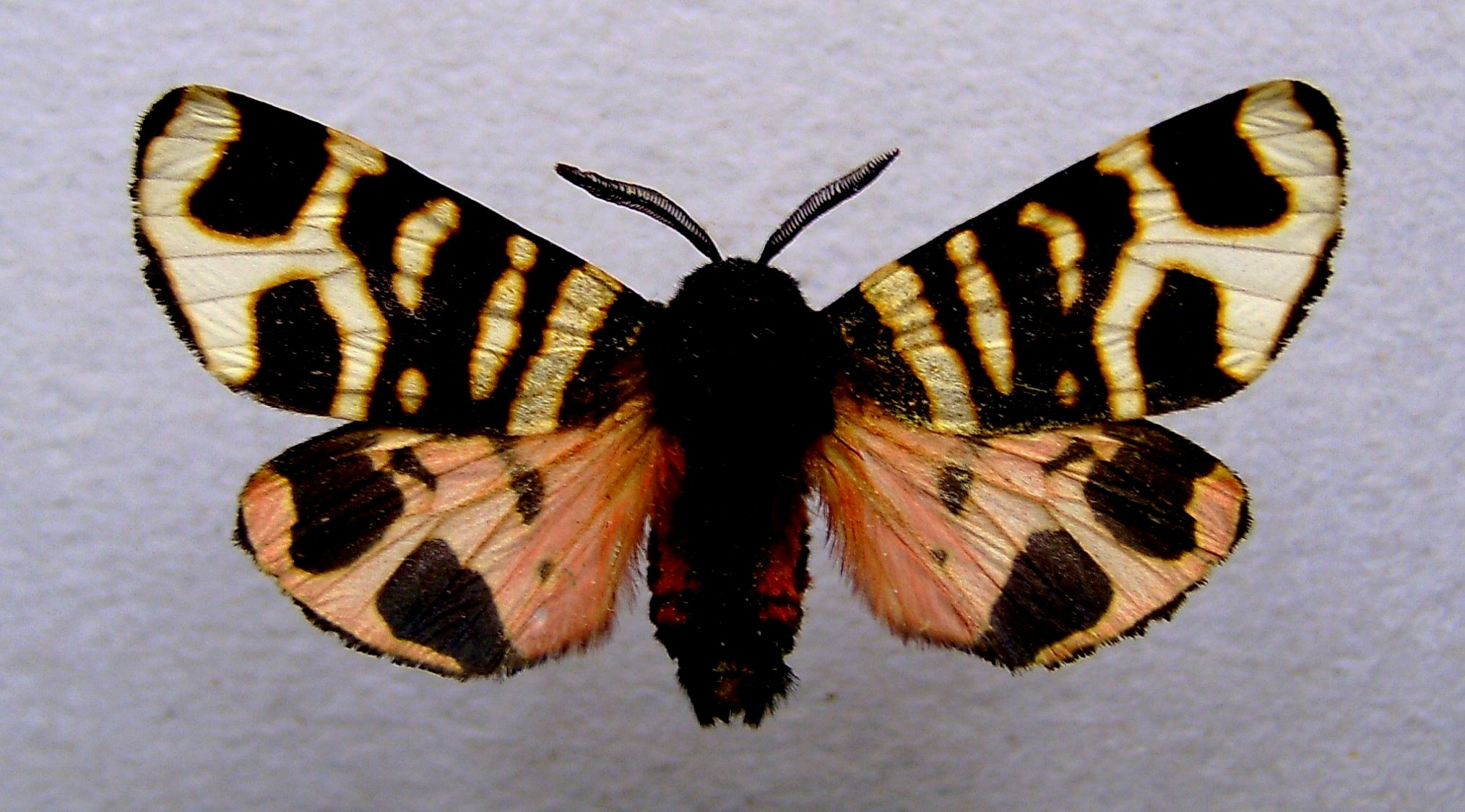
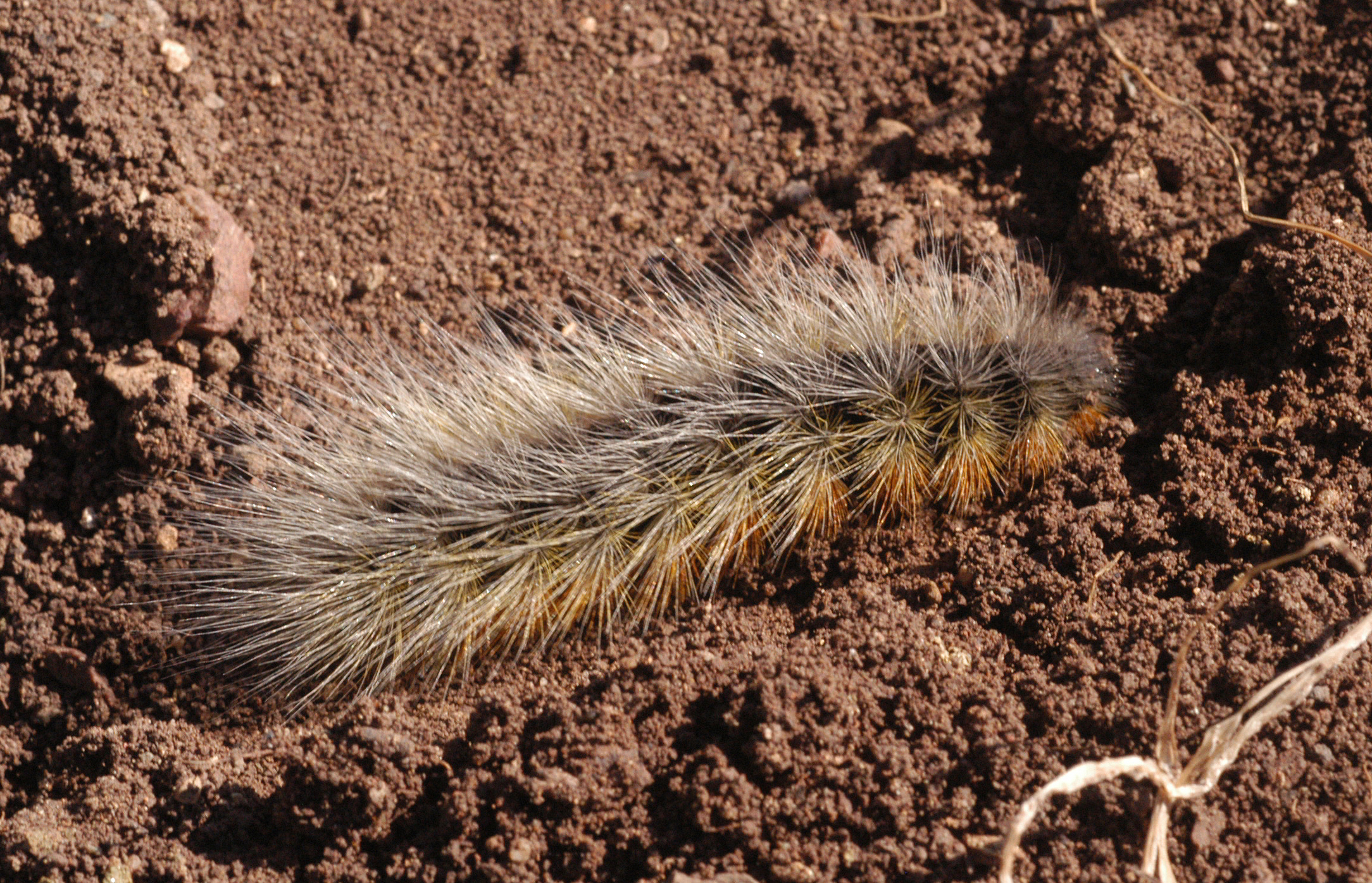

## Specii[1]
- Eucharia albescens
- Eucharia albicans
- Eucharia albinisans
- Eucharia alero
- Eucharia attenuata
- Eucharia bivittata
- Eucharia cathlina
- Eucharia collaris
- Eucharia culoti
- Eucharia dallkei
- Eucharia festiva
- Eucharia festivella
- Eucharia flavescens
- Eucharia funebrior
- Eucharia funebris
- Eucharia ganimedes
- Eucharia hebe
- Eucharia iliensis
- Eucharia interposita
- Eucharia interrogationis
- Eucharia luctuosa
- Eucharia lugens
- Eucharia minussignata
- Eucharia moerens
- Eucharia monacha
- Eucharia nivea
- Eucharia philippsi
- Eucharia ragusai
- Eucharia sartha
- Eucharia tristis
- Eucharia wassi
- Eucharia viena